# Станоміно
Станоміно (пол. Stanomino) — село в Польщі, у гміні Білоґард Білоґардського повіту Західнопоморського воєводства.
У 1975-1998 роках село належало до Кошалінського воєводства.